# Benelli Tre 1130 K
La Benelli Tre 1130 K è una motocicletta prodotto a partire dal 2006 al 2017 dalla casa motociclistica italiana Benelli.
La moto è stata anticipata dal prototipo chiamato "Trek", presentato nel novembre 2005.

## Descrizione
A spingere la moto c'è un motore dalla cilindrata di 1131 cm³ con architettura a tre cilindri in linea raffreddato a liquido che sviluppa una potenza massima di 92 kW (125 CV) e una coppia di 112 Nm a 5000 giri/min. I pistoni hanno un alesaggio di 88 mm e una corsa di 62 mm, con un rapporto di compressione di 11,6:1. La testata ha due alberi a camme in testa azionati da catena, che muovono quattro valvole per cilindro, due di aspirazione e due di scarico.
L'alimentazione è affidata a un sistema a iniezione elettronica multipoint, coadiuvato da valvole a farfalla da 53 mm.
Il telaio è realizzato mediante un traliccio tubolare in acciaio con parti in fusione di alluminio. All'avantreno vi è una forcella telescopica rovesciata della Marzocchi. Il sistema frenante è composto davanti da un doppio disco da 320 mm con pinze a quattro pistoncini, mentre dietro da a
un disco singolo con pinza a due pistoncini.